# Молекулярні пропелери

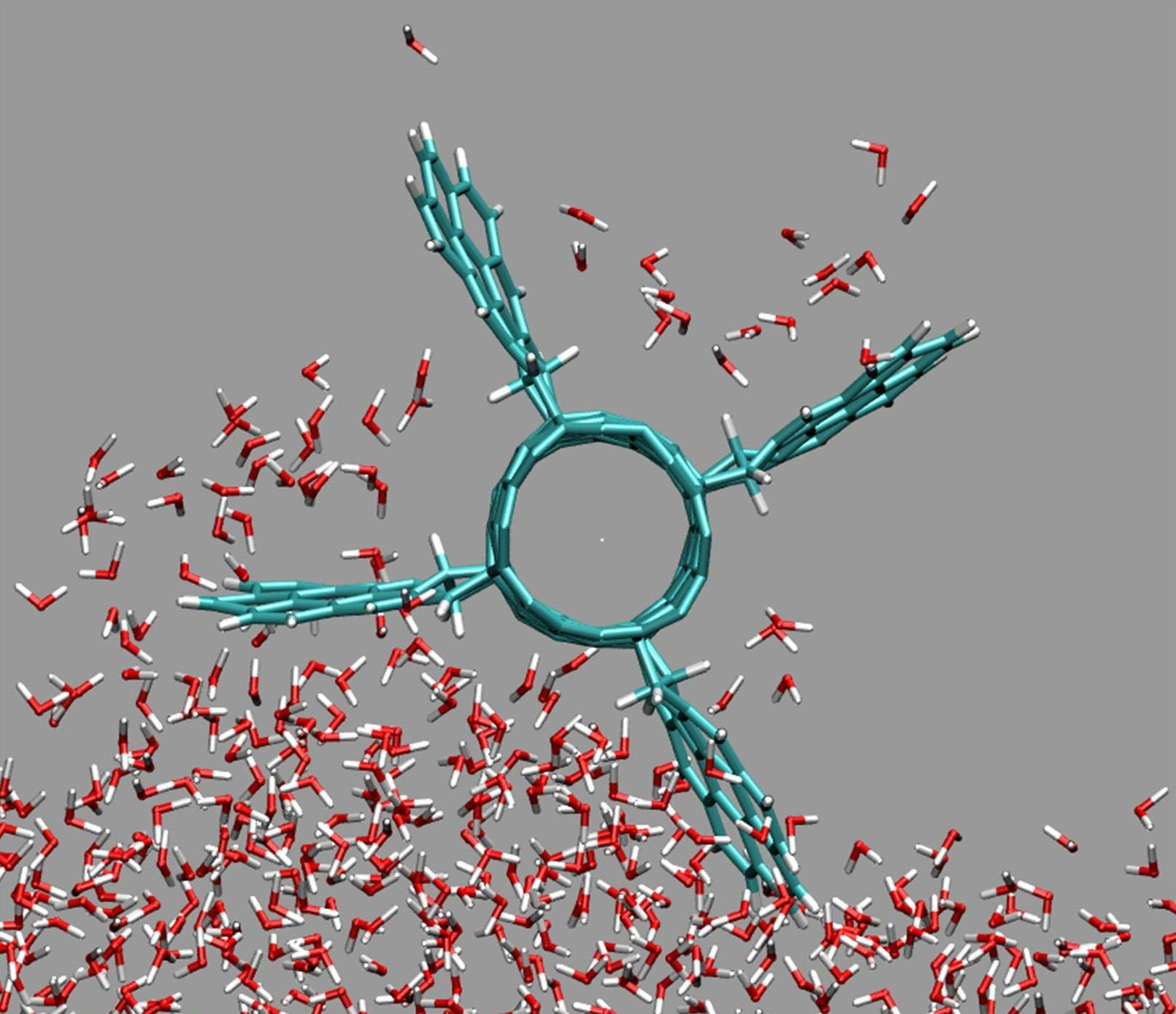
Перекачування води гідрофобним поверхневим молекулярним пропелером

Молекуля́рний пропе́лер — нанорозмірний пристрій у вигляді молекули, здатний робити обертові рухи завдяки своїй специфічній формі, аналогічній макроскопічним гвинтам. Молекулярні пропелери мають кілька лопаток молекулярного масштабу, приєднаних до центрального валу, навколо якого відбувається обертання, і віддалених один від одного на певний кут.
Молекулярні пропелери були спроектовані науковою групою професора Петра Крала в університеті Іллінойса в Чикаго. Вони являють собою молекулярні леза, що формуються на плоских ароматичних молекулах на основі вуглецевих нанотрубок. Молекулярно — динамічне моделювання показує, що ці пропелери можуть слугувати ефективними насосами для перекачування рідини. Їх ефективність накачування залежить від хімічного складу молекулярних лопаток і самої рідини. Наприклад, якщо лопатки гідрофобні, то молекули води будуть від них відштовхуватися і пропелер буде ефективним насосом для даної рідини. Якщо лопатки є гідрофільними, то молекули води навпаки будуть притягатися до кінців лопаток. Це може значно зменшити проходження інших молекул навколо пропелера і призупинити перекачку води.

## Реалізація
Молекулярні пропелери можна обертати за допомогою молекулярних роторів, які можуть бути ініційовані за допомогою хімічних, біологічних, оптичних або електричних засобів, або механізмів типу храповика. Сама природа реалізує більшість біологічних процесів з використанням великої кількості молекулярних роторів, таких, як міоцин, кінецин і АТФ-синтаза. Так, наприклад, роторно-молекулярні мотори, що містять білок використовуються бактеріями як джгутики для руху.

## Застосування
Система з молекулярного пропелера і молекулярного двигуна може знайти застосування в нанороботах і використовуватися як насос або руховий апарат. Майбутнє застосування цих наносистем можливо в широкому діапазоні: від нових аналітичних інструментів в галузі хімії і фізики, доставки ліків та генної терапії в області біології і медицини, передових нанолабораторій до нанороботів, здатних виконувати різні дії на нанорозмірному і мікроскопічному рівнях.